# جاوت سشن
جاوت سشن أو جاوت سوشن (يعني اسمها "باقة من زهور اللوتس") كانت كاهنة مصرية قديمة ومغنية لإله منتو. عاشت خلال الأسرة المصرية الحادية والعشرون.

## وصف
كان والدها هو منخبر رع، كاهن آمون الأكبر؛ ووالدتها كانت الأميرة إست إم خب، ابنة الملك بسوسنس الأول. أصبح اثنان من إخوتها، باينجم الثاني وسمندس الثاني كبار كهنة آمون. تزوجت جاوت سشن من ثا نفر، الذي كان كاهنا لآمون من الدرجة الرابعة ثم رقي للثالثة. وأنجبوا ابنين، باينجم، الذي أصبح مثل أبيه كاهنا من الدرجة الرابعة لآمون، ومن خبر رع، الذي أصبح كذلك كأبيه كاهنا من الدرجة الثالثة لآمون.
دُفنت في باب الجسس، حيث دفن معظم أفراد عائلتها. توجد توابيتها وبردياتها الجنائزية الآن في المتحف المصري في القاهرة. وتعتبر برديتها نسخة مصورة بشكل جميل من كتاب الموتى، والذي يظهر فيه التغييرات في النصوص الجنائزية خلال الأسرة 21، عندما اندمجت عبادة الشمس وأوزيريس. يمكن رؤية أحد أمثلة ذلك في ثلاثة تعاويذ كانت تذكر رع في الأصل (كما يظهر من نسخ النص من الأسرة 18)، ولكنها هنا تذكر أوزيريس. وتم إثراء نشيد آخر، كان في الأصل يعود لأوزيريس، بعناصر شمسية.